# SM Caen
Stade Malherbe Caen francuski je nogometni klub iz Caena koji se trenutačno natječe u Championnat Nationalu, trećem rangu francuskog nogometa.

## Povijest
Klub je osnovan 1913. godine te je nazvan prema francuskom pjesniku, kritičaru i prevoditelju Françoisu de Malherbeu, koji je rođen u Caenu. Najveći uspjeh kluba je igranje u finalu Liga kupa 2005. godine u kojem su poraženi od Strasbourga rezultatom 2:1. Također su jedanput bili prvaci Ligue 2 (1996.), te dva puta doprvaci (2004. i 2007.) Upravo su 2007. godine osvojenim drugim mjestom izborili povratak u Ligue 1. Svoje domaće utakmice igraju na stadionu Michel d'Ornano, a tradicionalne boje kluba su plava i crvena. Najpoznatiji igrači koji su igrali za Caen su William Gallas, Aleksandar Mostovoj i Jerome Rothen. 

## Naslovi

### Domaći
- Ligue 2

- Prvak (1): 1996.
- Doprvak (2): 2004., 2007.

- Liga kup

- Finalist (1): 2005.

## Poznati bivši igrači
| - Franck Dumas - Mathieu Bodmer - Bernard Mendy - Benoît Cauet - Fabrice Divert | - Stéphane Paille - William Gallas - Yoan Gouffran - Xavier Gravelaine - Sébastien Mazure | - Ronald Zubar - Jérôme Rothen - David Sommeil - Pascal Nouma - Gabriel Calderón | - Jesper Olsen - Graham Rix - Brian Stein - Aleksandar Mostovoj - Kennet Andersson |

## Vanjske poveznice
- Službena stranica (fr.)